# Saint-Laurent-de-la-Barrière
Saint-Laurent-de-la-Barrière korábbi község Franciaország Új-Aquitania régiójában, Charente-Maritime megyében. 2018. január 1-jén Vandré és Chervettes  korábbi községgel egyesült és az így létrejött La Devise új község része lett.
Lakosainak száma 109 fő (2018. január 1.). Saint-Laurent-de-la-Barrière Annezay, Chervettes, Genouillé, Puyrolland és Vandré községekkel határos.

## Népesség
A település népessége az elmúlt években az alábbi módon változott:
| Lakosok száma | 95   | 90   | 83   | 70   | 73   | 99   | 102  | 104  | 108  | 109  |
|               | 1968 | 1975 | 1982 | 1990 | 1999 | 2011 | 2013 | 2015 | 2017 | 2018 |